# Wasserkäfer

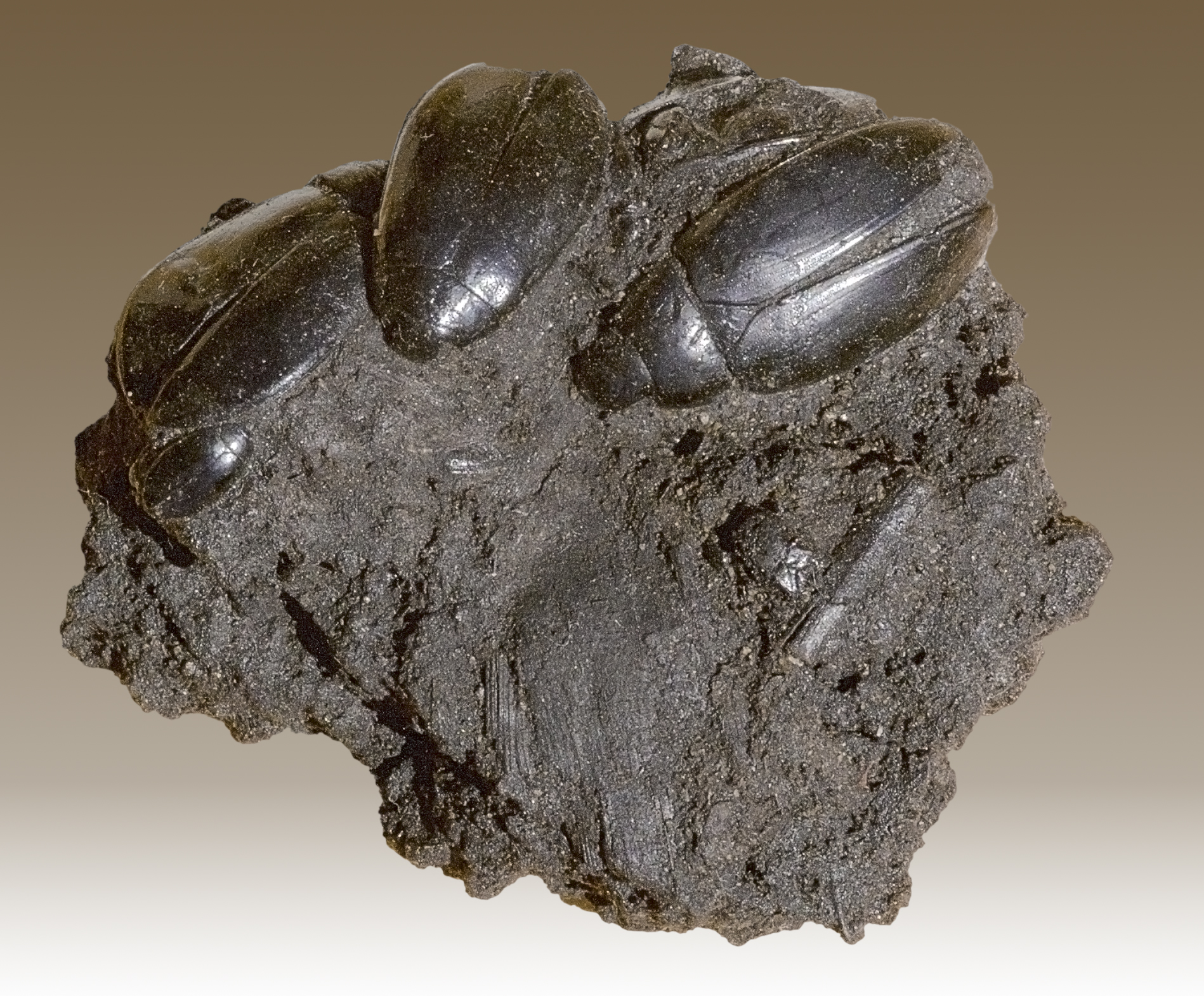
Hydrophilus sp. (fossile Exemplare)

Die Wasserkäfer (Hydrophilidae), auch Kolbenwasserkäfer oder Wasserfreunde (engl. Water scavenger beetles) genannt, sind eine Familie der Käfer. Über ihre Abgrenzung existieren verschiedene Auffassungen. Einige Forscher bevorzugen eine enge Abgrenzung, die im Wesentlichen die Unterfamilien Hydrophilinae und Sphaeridiinae umfasst. Die Unterfamilien Helophorinae, Georissinae, Hydrochinae und Spercheinae wären demgemäß eigenständige Familien. Nach der eher traditionellen Auffassung werden diese weiterhin als Unterfamilien geführt. Hier wird dieser weiten Abgrenzung gefolgt. Die Familie umfasst dementsprechend 3335 Arten in 176 Gattungen (Stand: 2010).
Die Mehrzahl aller Hydrophiliden entwickeln sich im Wasser, die meisten leben auch als Imagines dort. Die Georissinae leben in feuchten Habitaten der Uferzone. Die Vertreter der Unterfamilie Sphaeridiinae leben überwiegend in Mist und faulenden Stoffen ohne Bezug zu Gewässern. In allen Gruppen gibt es allerdings eine Reihe von Ausnahmen mit abweichender Lebensweise.

## Merkmale
Die meisten Hydrophiliden haben einen mehr oder weniger abgeflachten, ovalen Körperbau. Kopf, Halsschild und Flügeldecken bilden meist eine geschlossene Kontur, der Halsschild ist an der Basis (das ist die Seite zu den Flügeldecken hin) am breitesten und in gleichmäßiger Rundung zum Kopf hin verengt, er ist fast immer deutlich breiter als lang. Der Hinterrand weist meist eine zusätzliche innere Kante auf, die ihn fest und unbeweglich an die Flügeldecken anschließt. Normalerweise ist auch die Unterseite des vorderen Brustsegments (Prosternum) nach hinten in einen starken Fortsatz verlängert, der in eine Aussparung der Mittelbrust eingreift (Ausnahme: Georissinae). In Verbindung mit der meist glatten, unbehaarten oder schwach behaarten Oberfläche ergibt sich Verminderung des Wasserwiderstands (Stromlinienform). Bei einigen Unterfamilien wie den Helophorinae oder den Georissinae ist der Halsschild an der Basis verengt und der Körperumriss dadurch eingeschnürt, diese Gruppen besitzen kein Schwimmvermögen. Immer sitzt der Kopf dicht am Halsschild an, meist ist er bis zu den Augen in diesen eingezogen. Viele Arten ohne Schwimmvermögen sind kurzoval und hoch gewölbt mit flacher Unterseite, normalerweise aber ohne die Fähigkeit, sich einzukugeln. Im Gegensatz zur meist schwach behaarten Oberseite ist die gesamte Unterseite meist mit einer sehr feinen und dichten, wasserabstoßenden Behaarung überzogen, die die Atmung unterstützt (vgl. u.).
Die meist kräftigen Beine besitzen in der Regel fünf, selten nur vier Fuß(Tarsal-)glieder. Bei im Wasser lebenden und schwimmfähigen Formen ist meist ein lockerer Saum aus verlängerten Schwimmhaaren an den Mittel- und Hinterbeinen ausgeprägt. Die meisten Hydrophilidae sind aber relativ schlechte Schwimmer, die nur stehende oder nur schwach fließende Gewässer besiedeln. Die Schenkel der meisten Arten sind abgeflacht und tragen auf der Innenseite eine Vertiefung, in die die Schienen eingelegt werden können. Einige Arten besitzen zusätzlich noch Fühlergruben an der Vorderbrust. Fast alle Arten besitzen voll ausgebildete Hinterflügel und sind oft gute Flieger.
Das besondere Merkmal aller Vertreter dieser Familie sind die sieben- bis neungliedrigen kolbenartigen Fühler, denen sie auch ihren Namen verdanken. Die letzten drei Glieder bilden eine samtartig behaarte Keule (bei einigen Gruppen sind ein oder zwei weitere Glieder an die Keule angeschlossen). Die an den Unterkiefern und an der Unterlippe befindlichen Taster sind so lang wie die Fühler oder länger. Diese Umkehrung der üblichen Längenverhältnisse geht einher mit einer teilweisen Übernahme der Fühlerfunktion (Riechen und Schmecken) durch die Taster, da die Fühler in den Dienst der Atmung getreten sind. Die Speicherung von Atemluft erfolgt unter den Flügeldecken und in der feinen wasserabstoßenden Behaarung der Bauchseite, diese ermöglicht auch ein längeres Untertauchen durch Sauerstoffaufnahme in den Luftüberzug aus dem Wasser („physikalische Kieme“ oder Plastronatmung). Zum Luftschöpfen berührt der Käfer die Wasseroberfläche mit der linken oder rechten Kopfseite, zuweilen kurz hintereinander die Seite wechselnd. Der Fühler der betreffenden Seite wird an die Wasseroberfläche gelegt, an ihm entlang wird die Luft mit Fühlervibrieren und pumpenden Bewegungen des Hinterleibes über eine von den herabgeklappten letzten Fühlergliedern bedeckte, feine Haarrinne an der Kopfseite zur Vorderbrust und von da über die ganze Körperunterseite und in die Tracheenstämme geleitet.
Am Hinterleib der Käfer sind fünf, selten nur vier, Bauchplatten (Sternite) sichtbar, die unter den Flügeldecken verborgenen Tergite sind normalerweise sieben, d. h. zwei mehr, denen keine Sternite entsprechen.

## Entwicklung und Larven
Hydrophiliden sind getrenntgeschlechtlich, nur von sehr wenigen Arten (z. B. Anacaena lutescens) ist alternativ eine parthenogenetische Fortpflanzung nachgewiesen worden. Die Weibchen fast aller Arten besitzen einen Spinnapparat am Hinterleibsende, mit dem ein Kokon gesponnen wird, in den die befruchteten Eier einzeln oder in kleinen Gelegen abgelegt werden. Der Kokon besteht aus einer zweilagigen Schutzhülle aus Proteinen (Seide), er besitzt oft eine kunstvolle Struktur, die für die Gattungen typisch ist und zur Bestimmung dienen kann. Ein schlotähnliches Gebilde am Kokon dient vielen wasserlebenden oder in anderen feuchten Substraten lebenden Arten der Erneuerung der Atemluft für die Brut. Der Kokon wird meist an Steine oder Pflanzen angeheftet, bei wenigen Hydrophilinae (z. B. Hydrophilus und Hydrochara) treibt er frei im Wasser. Andere Gattungen (z. B. Spercheus und Helochares) tragen ihn angeheftet an der Bauchseite des Hinterleibs bis zum Schlupf der Larven mit sich herum.
Fast alle Arten besitzen drei Larvenstadien, wenige Arten (in den Gattungen Helophorus, Georissus und Sphaeridium) ausnahmsweise nur zwei. Die Larvalentwicklung ist in der Regel relativ rasch, meist ein bis zwei Monate. Fast alle Arten in allen Unterfamilien besitzen räuberische Larven, während die Imagines zum Teil auch Pflanzenfresser (phytophag) sind. Viele Gruppen, die in Dung oder feuchtem Detritus leben, jagen vor allem Fliegenmaden. Die Larven sind in der Regel langgestreckt mit nach vorn vorgestrecktem (prognathen) oder schwach nach unten geneigtem Kopf. Sie sind normalerweise nur schwach sklerotisiert (vor allem der Hinterleib) und oft überwiegend weißlich gefärbt. Seitlich am Kopf sitzen meist fünf oder sechs knopfförmige Larvenaugen (Stemmata oder Ocelli). Die Mandibeln sind zum Beutefang umgestaltet und haben die basale Kaufläche (Mola) und den beweglichen, fingerartigen Fortsatz (Prostheca) zurückgebildet, häufig sind sie als nach vorn vorstehende, sichelförmige und oft mehrzähnige Zangen ausgebildet. Auch die Larven besitzen in der Regel lange, viergliedrige Maxillarpalpen, die genauso lang wie die Fühler oder sogar etwas länger sind. Die meisten Arten haben relativ lange, fünfgliedrige Beine, es kommen aber Arten mit teilweise oder ganz reduzierten Beinen vor. Der Hinterleib ist zehnsegmentig und normalerweise recht langgestreckt, oft ist er sekundär durch Hautfalten geringelt. Am Hinterende des zehnten Segments sitzen zwei in der Regel kurze, eingliedrige Fortsätze, die Urogomphi (bei Helophorus sind sie lang und dreigliedrig), diese sind Sinnesorgane, die vor von hinten nähernden Feinden warnen. An den Seiten des Hinterleibs sitzen manchmal zipfelförmige Fortsätze, bei der Gattung Berosus lange, fadenförmige Tracheenkiemen. Meist steigt das erste Larvenstadium zur Oberfläche empor, um Luft zu tanken. Viele Hydrophilidenlarven haben am Hinterleib (am achten Segment) ein Paar offene Stigmen, die sich in einen kleinen, luftgefüllten Vorraum (Atrium) öffnen. Sie sitzen meist als Lauerjäger im Pflanzengewirr im Bereich der Wasseroberfläche, so dass sie über das Atrium Luft atmen können, atmen ansonsten aber auch untergetaucht über die Haut. Die Larven der bodenlebenden Helophorinae, Epimetopinae und Georissinae sind durchgängig Luftatmer mit offenen Stigmen.
Hydrophiliden verpuppen sich außerhalb des Wassers. Dazu läuft das letzte Larvenstadium ans Ufer und gräbt sich im Laub oder weichen Erdreich eine kleine Puppenkammer, in der die Verpuppung stattfindet. Die Puppen der Hydrophiliden sind normalerweise weiß gefärbt mit roten Augen. Sie besitzen normalerweise am Kopf, Rumpf und Hinterleib zahlreiche stiftförmige Fortsätze mit einer Borste am Ende, die als Styli bezeichnet werden. Ihre Funktion ist vermutlich, zu engen Bodenkontakt (mit Gefahr der Verpilzung) zu verhindern. Zahl und Position der Styli sind gattungsspezifisch.
Die meisten Hydrophiliden besitzen eine Generation pro Jahr. In gemäßigten Breiten wie Mitteleuropa ist das überwinternde Stadium in der Regel der Käfer (Imaginalüberwinterer).

## Lebensweise und Verbreitung
Die Lebensweise der Hydrophiliden ist je nach Unterfamilie recht verschiedenartig und auch innerhalb der Unterfamilien variabel. Die folgende Aufstellung bietet eine Übersicht.
- Helophorinae: Die Helophorinae leben auf der Nordhalbkugel mit Verbreitungsschwerpunkt in der Paläarktis, einiger Arten auch in Nordamerika (Nearktis) und im Norden Afrikas (Äthiopis) und im nördlichsten Abschnitt der Orientalis in Ostasien. Von den etwa 200 Arten der einzigen Gattung Helophorus leben 30 auch in Mitteleuropa. Die meisten Arten leben aquatisch in stehenden Gewässern (z. B. Helophorus aquaticus), eine Reihe von Arten sind aber terrestrisch und bodenlebend ohne jede Beziehung zu Gewässern (Untergattung Empleurus), sie bevorzugen dann in der Regel vegetationsarme Lebensräume. Die wasserlebenden Arten legen ihren Eikokon ins Wasser, wobei die Verlängerung wie ein Strohhalm bis zur Wasseroberfläche reicht. Die Larven sind Räuber, über die Ernährung der Imagines ist wenig bekannt. Einige der terrestrischen Arten sind Pflanzenfresser, die sogar vereinzelt als landwirtschaftliche Schädlinge gemeldet wurden. Die wasserlebenden Käfer sind bodenlebend ohne Schwimmvermögen.
- Epimetopinae: Die ca. 25 Arten dieser Unterfamilie leben in Amerika, Nordafrika und Ostasien. Sie leben in Gewässern verschiedener Art.
- Georissinae: Die gut 70 Arten der einzigen Gattung Georissus sind weltweit verbreitet, drei Arten kommen auch in Mitteleuropa vor. Larven und Imagines leben im feuchten Uferschlamm am Rande von Gewässern. Die nur zwei Millimeter langen Käfer laufen auf der Oberfläche, sie sind in der Regel mit einem Überzug aus getrocknetem Schlamm gut getarnt. Die Larven sind Räuber, v. a. von Fliegenmaden, die Käfer selbst fressen zersetztes Pflanzenmaterial.
- Hydrochinae: Die einzige Gattung Hydrochus ist weltweit verbreitet, sie umfasst ca. 90 Arten, davon fünf auch in Mitteleuropa. Die Käfer und ihre Larven leben in der Uferzone von meist kleinen stehenden Gewässern zwischen Wasserpflanzen, von denen sich die Käfer ernähren.
- Spercheinae: Die gut 20 Arten der einzigen Gattung Spercheus leben beinahe weltweit, fehlen aber in Nordamerika. Einzige mitteleuropäische Art ist Spercheus emarginatus. Sowohl die Käfer wie auch ihre Larven leben in pflanzenreichen Gewässern, wo sie oft von unten am Oberflächenhäutchen des Wassers hängen. Als Ausnahme bei den Hydrophiliden sind nicht nur die Käfer selbst, sondern auch die Larven Pflanzenfresser. Es wurde berichtet, wie sie mit spezialisierten Borsten treibende Algen zusammenkehren und aus dem Wasser filtern können[5][6]. Diese filtrierende Lebensweise ist unter den Käfern einzigartig. Daneben gibt es aber auch Hinweise auf Ernährung von lebenden und toten Insekten, einschließlich Kannibalismus[7].
- Horelophinae: Diese Unterfamilie umfasst eine einzige Gattung mit einer einzigen Art: Horelophus walkeri. Sie leben nur in Neuseeland (Südinsel), zwischen Moos auf überrieselten Felsen am Rand von Fließgewässern[8].
- Horelophopsinae. Diese Unterfamilie wurde von Michael Hansen nach einer Art aus Neuguinea aufgestellt, von der nur ein einziges Exemplar vorlag[9]. Inzwischen ist eine zweite Art in Japan gefunden worden[10]. Nach der Morphologie der Larven ist die Einstufung im Rang einer Unterfamilie allerdings eher zweifelhaft[11]

- Hydrophilinae. Diese große Unterfamilie mit weltweiter Verbreitung umfasst im Wesentlichen im Wasser lebende (aquatische) Arten, wenige Gattungen leben in feuchten Landlebensräumen wie etwa Uferzonen, z. B. Chaetarthrium und einige Anacaena-Arten. Sie leben sowohl in stehenden wie auch in Fließgewässern, bevorzugen aber hier eindeutig Bereiche mit verminderter Strömung, z. B. ruhige Buchten und die Uferpartien. Nur wenige Arten, besonders die größeren Formen der Gattung Hydrophilus und ihre Verwandten (Tribus Hydrophilina) besitzen als Larven und Imagines recht gutes Schwimmvermögen, die meisten kriechen über den Gewässergrund oder bevorzugen die bewachsene Uferzone. Die Larven verdauen ihre Beute teilweise durch nach außen abgegebene Verdauungssäfte (extraintestinal), sie bringen sie deshalb, wenn möglich, über die Wasseroberfläche, um Verdünnung zu vermeiden. Die Larven der Gattung Berosus besitzen einen Saugkanal in den Mandibeln und kommen normalerweise nicht an die Oberfläche.
- Sphaeridiinae: Die meisten Arten dieser weltweit verbreiteten Unterfamilie leben sowohl als Larven wie auch als Imagines in terrestrischen Lebensräumen, nur wenige in Gewässern (z. B. einige Cercyon-Arten). Sie leben am Boden, in der Regel an verrottender organischer Substanz, z. B. Pflanzenstreu, Algenwatten u. ä. und bevorzugen feuchte Lebensräume. Viele Arten sind spezialisiert auf den Kot (Dung) von Pflanzenfressern. Ihre Larven leben räuberisch, die kotbewohnenden Arten vor allem von Fliegenmaden. Viele Arten haben zahlreiche Generationen pro Jahr (multivoltin).

Von einheimischen Wasserkäfern ist bekannt, dass beide Geschlechter zur Abwehr und bei der Balz mit Stridulationsorganen Laute erzeugen, indem sie eine Stridulationsfläche auf der Unterseite der Flügeldecken an den Seiten eines Rückensegmentes (Tergit) reiben.

## Systematik
Die Familie Hydrophilidae im hier abgegrenzten Sinn wäre die einzige Familie innerhalb einer eng abgegrenzten Überfamilie Hydrophiloidea (Hydrophiloidea im engeren Sinne). Die ausschließlich landlebende (terrestrischen) Familie Histeridae, gemeinsam mit den kleinen Familien Synteliidae und Sphaeritidae gehören nach überwiegender Auffassung als Schwestergruppe dazu zu den Hydrophiloidea (im weiteren Sinne), einige Systematiker fassen sie alternativ als eigenständige Überfamilie Histeroidea. Die Hydrophiloidea (unter Einschluss der „Histeroidea“) sind nach allen bisher durchgeführten Studien vermutlich monophyletisch, ihre Schwestergruppe sind die Staphylinoidea. Die Hydrophiloidea i. e. S. und die „Histeroidea“ sind vermutlich Schwestergruppen, einige Studien () lassen es auch möglich erscheinen, dass die Familie Hydrophilidae wie hier definiert (entspricht der Unterfamilie im engeren Sinne), möglicherweise paraphyletisch sei könnte.
Die Verwandtschaftsverhältnisse innerhalb der Familie Hydrophilidae sind ausgiebig erforscht worden, ohne dass es bisher zu einem Konsensus zwischen den verschiedenen Forschern gekommen wäre. Einige Wissenschaftler lehnen deshalb eine Binnengliederung zum jetzigen Zeitpunkt vollkommen ab. Die am weitesten akzeptierte Hypothese unterscheidet eine „helophoride Linie“ aus den Unterfamilien Helophorinae, Georissinae, Hydrochinae und Epimetopinae und eine „hydrophilide Linie“ mit den Unterfamilien Hydrophilinae, Sphaeridiinae, Spercheinae, Horelophinae und Horelophopsinae. Sowohl morphologische als auch molekulare Studien liefern deutliche Hinweise darauf, dass Sphaeridiinae und Hydrophilinae eine gemeinsame Verwandtschaftsgruppe bilden. Wahrscheinlich sind aber von diesen Unterfamilien nur die Sphaeridiinae selbst monophyletisch und die Hydrophilinae diesen gegenüber paraphyletisch. Außerdem deutet sich eine sehr isolierte Stellung der Gattung Berosus an, die mit den übrigen Hydrophilinae vermutlich nicht näher verwandt wäre.

## Arten (Auswahl)
- Geränderter Wasserkäfer (Anacaena limbata)
- Behaarter Dungkugelkäfer (Cryptopleurum minutum)
- Georissus crenulatus
- Mattfarbener Teichkäfer (Helochares obscurus)
- Helophorus aquaticus
- Helophorus grandis
- Helophorus nubilus
- Braunfüßiger Wasserkäfer (Hydrobius fuscipes)
- Kleiner Kolbenwasserkäfer oder Stachelwasserkäfer oder Schwarzbeiniger Stachelwasserkäfer (Hydrochara caraboides)
- Tiefschwarzer Kolbenwasserkäfer (Hydrophilus aterrimus)
- Großer Kolbenwasserkäfer oder Pechschwarzer Kolbenwasserkäfer (Hydrophilus piceus)
- Spercheus emarginatus
- Gemeiner Dungkugelkäfer (Sphaeridium scarabaeoides)